# 월터 브룩

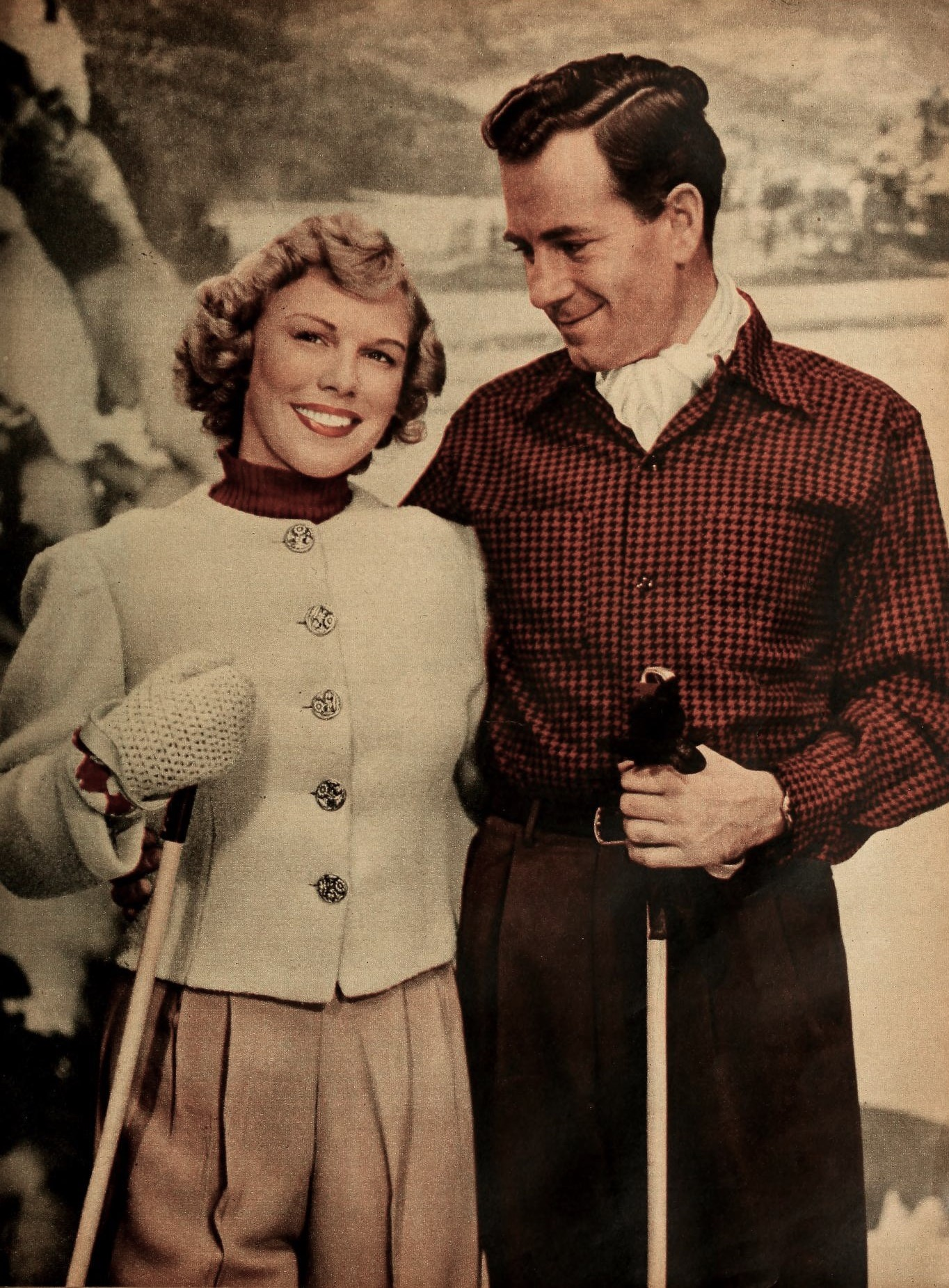

월터 브룩(Walter Brooke, 1914년 10월 23일 ~ 1986년 8월 20일)은 미국의 배우, 텔레비전 배우이다.
뉴욕에서 태어났으며 로스앤젤레스에서 사망하였다. 사인은 폐기종이다.

## 방송
- 6백만 달러의 사나이
- 그린 호넷
- 서부를 향해 달려라
- 도망자

## 영화
- 톱니 바퀴의 칼날 (1985년)
- A 특공대 - TV시리즈 (1983년)
- 남북전쟁 (1982년)
- 세페레이트 웨이즈 (1981년)
- 에덴의 동쪽 (1981년)
- 첩보원 실비아 (1980년)
- 달라스의 투혼 (1979년)
- 천국의 문(영어판) (1979년)
- 두 얼굴의 사나이 - 시리즈 (1978년) - 마크 로버츠 역
- 폭소 대소동 (1977년)
- 블랙 썬데이 (1977년)
- 형사 Q (1976년)
- 미녀 삼총사 - TV 시리즈 (1976년)
- 저 하늘에 태양이 (1975년) - 딘 역
- 윈터 킬 (1974년)
- 그린 호넷 (1974년)
- 6백만 달러의 사나이 - TV 시리즈 (1974년)
- 원 리틀 인디언 (1973년)
- 명탐정 바나비 존즈 (1973년)
- 달라스의 음모 (1973년)
- 샌프란시스코 수사반 (1972년)
- 월튼네 사람들 (1972년)
- 로맨 (1971년)
- 형사 맥밀란 (1971년)
- 흡혈귀 요르가 백작 2 (1971년)
- 랜드로드 (1970년)
- 위험한 지혜 (1970년)
- 도라 도라 도라 (1970년)
- 위험한 연인 (1969년)
- 마루니드 (1969년)
- 나, 너 그리고 우리 (1968년) - 하워드 비어즐리 역
- 유럽에서 생긴 일 (1968년)
- 캐넌 목장 (1967년)
- 졸업 (1967년)
- 그린 호넷 - 시리즈 (1966년)
- 서부를 향해 달려라 (1965년)
- 도망자 (1963년)
- 보난자 (1959년)
- 페리 메이슨 (1957년)
- 우주 정복 (1955년)
- 인 디스 아워 라이프 (1942년)
- 성조기의 행진 (1942년)